# Président des Kiribati
Le président de la république des Kiribati (en gilbertin te beretitenti) est le chef de l'État et du gouvernement de la république des Kiribati depuis l'indépendance du pays le 12 juillet 1979. Il est élu au suffrage universel pour un mandat de quatre ans et ne peut effectuer plus de trois mandats. Il peut cependant être renversé par un vote de défiance de la Maneaba ni Maungatabu, le parlement.

## Élection
Les Kiribati sont une république parlementaire. Le président de la République est à la fois chef d'État et chef du gouvernement. L'élection présidentielle fait toujours suite aux élections législatives et se déroule en deux temps, l'un constituant en une sélection des candidats à la présidentielle par le parlement, en son sein, suivi de l'élection proprement dite, qui se déroule au suffrage universel direct. 
Seuls les députés peuvent se porter candidats à la présidentielle. Une fois établie la liste des candidats à la présidence, l'ensemble des députés de la Maneaba ni Maungatabu, le parlement, sélectionnent trois ou quatre de ces candidats, à bulletin secret, en deux tours, selon la méthode de Borda. S'il n'y a que trois ou quatre candidats, ils sont sélectionnés d'office, sans que leurs pairs ne soient amenés à voter. La Constitution des Kiribati ne prévoit pas de situation avec moins de trois candidats (ce qui s'est passé une seule fois lors de l'élection présidentielle de 2020 avec deux candidats seulement, ce qui a créé un contentieux juridique tranché par la Haute Cour). Les députés sélectionnés par leurs pairs participent alors à une élection au scrutin uninominal majoritaire à un tour par l'ensemble de la population inscrite sur les listes électorales,.
Le président est ainsi élu pour un mandat de quatre ans, renouvelable deux fois de manière consécutive ou non.

## Vice-président
Le vice-président (Kauoman-ni-Beretitenti) est désigné par le président parmi les députés élus. Il peut être remplacé en cours de mandat présidentiel. Il peut être chargé par le président d'exercer certains pouvoirs en son absence et dans ce cas, il dirige l'exécutif.

## Vacance de la présidence
Quand le président est démis de ses fonctions par un vote de défiance du Parlement à la majorité absolue, c'est le Conseil d'État composé de trois membres qui assure l'intérim, en attendant l'organisation des élections législatives, puis présidentielle.
Dans les autres cas de vacance de la fonction présidentielle, notamment le décès, la démission volontaire ou l'incapacité pour raisons médicales, le vice-président assume les fonctions de président pour le reste du mandat à courir, à condition d'être confirmé par un vote du Parlement. Dans le cas contraire, une élection présidentielle anticipée est organisée.

## Liste
| N° | Portrait        | Titulaire (Naissance-mort)   | Élection          | Mandat           | Mandat           | Mandat                     | Parti politique | Parti politique | Notes |
| N° | Portrait        | Titulaire (Naissance-mort)   | Élection          | Début            | Fin              | Durée                      | Parti politique | Parti politique | Notes |
| -- | --------------- | ---------------------------- | ----------------- | ---------------- | ---------------- | -------------------------- | --------------- | --------------- | --- |
| 1  | Ieremia Tabai   | Ieremia Tabai (né en 1950)   | 1978 1982         | 12 juillet 1979  | 10 décembre 1982 | 3 ans, 4 mois et 28 jours  |                 | NPP             | Ministre en chef depuis 1978, il est désigné premier président par une disposition de la Constitution. À seulement 29 ans, il est alors le plus jeune chef d'État du Commonwealth. Il démissionne en décembre 1982. |
| —  | Rota Onorio     | Rota Onorio (1919-2004)      | intérim           | 10 décembre 1982 | 18 février 1983  | 2 mois et 8 jours          |                 | Indépendant     | Président du Conseil d'État, assure l'intérim. |
| 2  | Ieremia Tabai   | Ieremia Tabai (né en 1950)   | 1983 1987         | 18 février 1983  | 3 juillet 1991   | 8 ans, 4 mois et 15 jours  |                 | NPP             | Élu de nouveau puis réélu en 1987. Conformément à la Constitution, il ne peut se représenter en 1991, ayant effectué trois mandats présidentiels.                                                                   |
| 3  | Teatao Teannaki | Teatao Teannaki (1936-2016)  | 1991              | 3 juillet 1991   | 24 mai 1994      | 2 ans, 10 mois et 21 jours |                 | NPP             | Il est déposé en mai 1994 par une motion de défiance au Parlement. |
| —  | Tekiree Tamuera | Tekiree Tamuera (né en 1940) | intérim           | 24 mai 1994      | 28 mai 1994      | 4 jours                    |                 | Indépendant     | Président du Conseil d'État, assure l'intérim. |
| —  | Ata Teaotai     | Ata Teaotai                  | intérim           | 24 mai 1994      | 1er octobre 1994 | 4 mois et 7 jours          |                 | Indépendant     | Président du Conseil d'État, assure l'intérim. |
| 4  | Teburoro Tito   | Teburoro Tito (né en 1952)   | 1994 1998 02/2003 | 1er octobre 1994 | 28 mars 2003     | 8 ans, 5 mois et 27 jours  |                 | MTM             | Réélu en 1998, puis en 2003, il est déposé peu après par une motion de défiance au Parlement. |
| —  | Tion Otang      | Tion Otang                   | intérim           | 28 mars 2003     | 10 juillet 2003  | 3 mois et 12 jours         |                 | Indépendant     | Président du Conseil d'État, assure l'intérim. |
| 5  | Anote Tong      | Anote Tong (né en 1952)      | 07/2003 2007 2012 | 10 juillet 2003  | 11 mars 2016     | 12 ans, 8 mois et 1 jour   |                 | BTK             | Réélu en 2007 et en 2012. |
| 6  | Taneti Maamau   | Taneti Maamau (né en 1962)   | 2016 2020 2024    | 11 mars 2016     | en cours         | 8 ans, 11 mois et 19 jours |                 | TKP             | Élu le 9 mars 2016, réélu le 22 juin 2020 et le 25 octobre 2024. |

### Vice-président de la République
Teima Onorio, une femme d'Arorae, est désignée comme vice-présidente en juillet 2003. Kourabi Nenem lui succède en 2016.
Le 19 juin 2019, Teuea Toatu est nommé pour le remplacer.